# Tim Brooke-Taylor
Timothy Julian Brooke-Taylor (Buxton, 1940. július 17. – Cookham, 2020. április 12.) angol író, komikus, színész.

## Életútja
Komikusi pályafutását, a Cambridge-i Egyetem, Cambridge Footlights Klubjában kezdte, miközben tanulmányait folytatta. 
1963-ban a Cambridge Footlights elnöke is volt, melynek akkoriban John Cleese és Graham Chapman is tagjai voltak.
Többek között Cleese-zel és Bill Oddie-val készítettek egy rádiós sorozatot, I'm Sorry, I'll Read That Again („Elnézést, újra olvasom”) címmel, melyet 1963 decemberétől 1973-ig nagy sikerrel sugárzott a rádió.
Csatlakozott hozzájuk Graham Chapman is, és már filmes jeleneteket írtak a televízióba. Így született meg a Végre itt az 1948-as show. 1967-1968 között sugározta az ITV. Brooke-Taylor társszerzője volt a híres Négy Yorkshire-i férfi jelenetnek. Ez a jelenet is népszerű lett Anglia-szerte. Később a jelenetet Rowan Atkinsonnal egy Amnesty International koncerten is előadták, illetve a Monty Python csoport is műsorára tűzte.
Közben hármójuk és Marty Feldman írásaiból készült 1968-ban a How to Irritate People („Hogyan bosszantsuk az embereket”), és
Michael Palin is csatlakozott szereplőként. 1968-ban és 1969-ben Marty Feldman tévés sorozatába, a Marty-ba írt jeleneteket, illetve előadóként is szerepelt. 1970-ben indult a Goodies tévésorozat, melynek ötletadója volt, valamint Bill Oddie-val közösen forgatókönyvíró és szereplő is volt. A sorozat a BBC2-n 1982-ig fut. Ezalatt rádiós sorozatokat is készített, emellett szituációs komédiákban játszott.
1972 áprilisában indult a I'm Sorry I Haven't a Clue rádiós sorozat, melynek állandó szereplője. Szerepelt a The Secret Policeman's Ball és a The Secret Policeman's Other Ball című Amnesty International jótékonysági műsorokban, 1976-ban és 1981-ben.
Szerzője több humoros könyvnek, melyek rádiós, tévés, golf és krikett témakörben íródtak.

## Magánélete
1968-tól haláláig Christine Weadon házastársa volt. Két fiuk született, Benjamin és Edward. Berkshire-ben éltek.

## Filmjei
- The Goodies (tv-sorozat) (1970-1982)
- Marty (tv-sorozat) (1968-1969)
- Hogyan bosszantsuk az embereket (1969)
- A hiba nem az ön készülékében van (1968)
- Végre itt az 1948-as show (1967)

## Díjai
- Brit Birodalom Érdemrendje Tisztikereszt (könnyű szórakoztatás: 2011)

## További információ
- Tim Brooke-Taylor a PORT.hu-n (magyarul)
- Tim Brooke-Taylor az Internetes Szinkronadatbázisban (magyarul)
- Tim Brooke-Taylor az Internet Movie Database-ben (angolul)
- Tim Brooke-Taylor a Rotten Tomatoeson (angolul)